# Illegal (udtryk)
 For alternative betydninger, se Illegal. (Se også artikler, som begynder med Illegal)
Illegal er et udtryk som  anvendes ved beskrivelse af ting og/ eller noget som er ulovligt eller lovstridigt, det vil sige ikke er autoriseret i henhold til loven eller mere generelt bryder regler som er kendetegnende for en given situation, for eksempel, ikke godkendt spil og udgivelse af  illegale blade.